# Myllokunmingia fengjiaoa
La myllokunmingia (Myllokunmingia fengjiaoa) era un primitivo cordato, vissuto nel Cambriano inferiore (circa 525 milioni di anni fa). I suoi resti sono stati ritrovati nel giacimento di Maotianshan, in Cina. Questo animale è ritenuto uno dei più antichi vertebrati.

## Descrizione
Lungo 28 millimetri e alto 6, questo piccolo animale doveva essere vagamente simile alle missine attuali, anche se con un corpo molto più tozzo. Sembra che la myllokunmingia possedesse un cranio e le sue strutture scheletriche fossero costituite di cartilagine (come quello delle lamprede attuali), in quanto i resti fossili non mostrano alcun segno di mineralizzazione dello scheletro.
L'animale possedeva una pinna dorsale avanzata, alta circa un millimetro e mezzo, e un paio di pinne ventrali appaiate poste un po' più indietro. La testa aveva cinque o sei branchie, e il tronco era suddiviso in 25 segmenti (miomeri). Erano presenti una notocorda, una faringe e un tratto digestivo che probabilmente decorreva fino all'estremità posteriore dell'animale. Nel fossile rinvenuto, la bocca non è chiaramente visibile, ed è possibile che vi fosse una cavità pericardica. Le pinne non presentano raggi o strutture simili. L'unico resto fossile noto è un esemplare la cui coda non è completamente visibile in quanto sepolta nel sedimento.

## Parentele
La myllokunmingia è uno dei cordati più primitivi che si conoscano. Un animale analogo ma forse più primitivo, Haikouichthys, è stato ritrovato negli stessi sedimenti. Altri cordati ancor meno evoluti, di certo non ascrivibili ai vertebrati, sono stati rinvenuti anch'essi nel giacimento di Maotianshan.